# Odontopyge latifolia
Odontopyge latifolia är en mångfotingart som först beskrevs av Carl Graf Attems 1914.  Odontopyge latifolia ingår i släktet Odontopyge och familjen Odontopygidae. Inga underarter finns listade i Catalogue of Life.